# Janvier 1903

## Événements
- 1er janvier : réforme de l’orthographe allemande.

- 10 janvier : signature d’un traité de désarmement entre l’Argentine et le Chili.

- 23 janvier, Afrique : soumission des Touaregs Oulliminden.

- 31 janvier[1] : accord entre le gouvernement des États-Unis et la République dominicaine qui s'engage à verser 4,5 millions de dollars or à la Santo Domingo Improvement Company.

## Naissances
- 1er janvier : Eudaldo Serrano Recio, républicain espagnol, membre fondateur du PSOE († 6 mars 1941).
- 2 janvier : Kane Tanaka, supercentenaire japonaise et doyenne de l'humanité de 2018 à 2022 et troisième personne vérifiée la plus âgée de tous les temps († 19 avril 2022).
- 10 janvier : Barbara Hepworth, sculpteur britannique († 20 mai 1975).
- 11 janvier : Alan Paton, écrivain sud-africain († 12 avril 1988).
- 14 janvier : Jean Bourgogne, entomologiste français († 10 mars 1999).

## Décès
- 7 janvier : Robert Atkinson Davis, premier ministre du Manitoba.
- 28 janvier : Robert Planquette, compositeur d'opérette français (° 1848).
- 31 janvier : Thomas McIlwraith, homme d'affaires et ornithologue canadien d'origine écossaise (° 1824).